# Peter Hentze (kunstner)
|  | Denne artikel omhandler kunstneren Peter Hentze, født 1943. For præsten født 1753 se Peter Hentze |
Peter Hentze (Peter Johannes Gudmund Hentze, født 21. august 1943 på Frederiksberg, død 7. februar 2017 i København) var kendt som billedhugger, maler, grafiker og illustrator. Han har også arbejdet med mindre bogudgivelser og digte, samt haikudigte.
Peter Hentze afgik ved døden i februar 2017 i København. Han bisattes fra Holmens Kirkegårds kapel på Østerbro.